# 訊号山

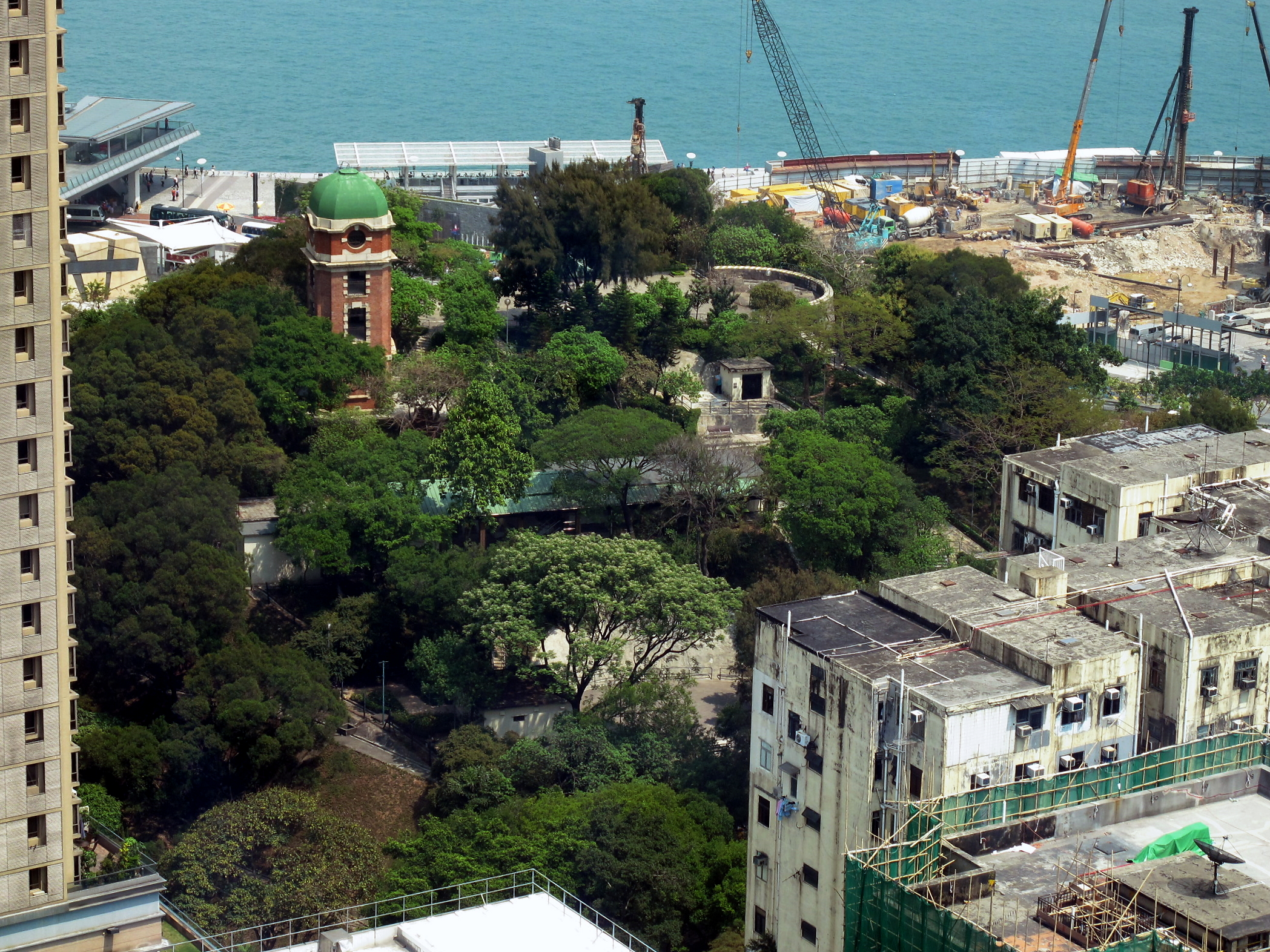
訊号山

訊号山（中国語: 訊號山、英語: Signal Hill）、もしくは黒頭角（Blackhead Point）、は香港九龍尖沙咀にある丘である。高さは約35mであり、元々は岬だったが、埋め立てにより海岸から離れた。
1907年から1933年まで、訊号山は香港天文台がビクトリア・ハーバーの船舶への時報を発信する場所だった。現在は公園に改造したが、山頂にいまもシグナル・タワーが立地している。
シグナル・タワーは1907年に竣工し、最初は2階建ての12.8mの高さだったが、1927年に増築され、高さは18.9mになった。シグナル・タワーは香港一級歴史建築と法定古蹟である。